# Mon chat à tout faire est encore tout déprimé
 (février 2025).
La mise en forme du texte ne suit pas les recommandations de Wikipédia : il faut le « wikifier ».
Les points d'amélioration suivants sont les cas les plus fréquents. Le détail des points à revoir est peut-être précisé sur la page de discussion.
- Les titres sont pré-formatés par le logiciel. Ils ne sont ni en capitales, ni en gras.
- Le texte ne doit pas être écrit en capitales (les noms de famille non plus), ni en gras, ni en italique, ni en « petit »…
- Le gras n'est utilisé que pour surligner le titre de l'article dans l'introduction, une seule fois.
- L'italique est rarement utilisé : mots en langue étrangère, titres d'œuvres, noms de bateaux, etc.
- Les citations ne sont pas en italique mais en corps de texte normal. Elles sont entourées par des guillemets français : « et ».
- Les listes à puces sont à éviter, des paragraphes rédigés étant largement préférés. Les tableaux sont à réserver à la présentation de données structurées (résultats, etc.).
- Les appels de note de bas de page (petits chiffres en exposant, introduits par l'outil «  Source ») sont à placer entre la fin de phrase et le point final[comme ça].
- Les liens internes (vers d'autres articles de Wikipédia) sont à choisir avec parcimonie. Créez des liens vers des articles approfondissant le sujet. Les termes génériques sans rapport avec le sujet sont à éviter, ainsi que les répétitions de liens vers un même terme.
- Les liens externes sont à placer uniquement dans une section « Liens externes », à la fin de l'article. Ces liens sont à choisir avec parcimonie suivant les règles définies. Si un lien sert de source à l'article, son insertion dans le texte est à faire par les notes de bas de page.
- La présentation des références doit suivre les conventions bibliographiques. Il est recommandé d'utiliser les modèles {{Ouvrage}}, {{Chapitre}}, {{Article}}, {{Lien web}} et/ou {{Bibliographie}}. Le mode d'édition visuel peut mettre en forme automatiquement les références.
- Insérer une infobox (cadre d'informations à droite) n'est pas obligatoire pour parachever la mise en page.

Pour une aide détaillée, merci de consulter Aide:Wikification.
Si vous pensez que ces points ont été résolus, vous pouvez retirer ce bandeau et améliorer la mise en forme d'un autre article.
 Mon chat à tout faire est encore tout déprimé (Japonais : デキる猫は今日も憂鬱, Dekiru Neko wa Kyō mo Yūutsu, en anglais : The Masterful Cat Is Depressed Again Today) est une série manga japonaise écrite et illustrée par Hitsuji Yamada. La série a commencé sa sérialisation sur la section manga en ligne Suiyōbi no Sirius de Kodansha sur le site Nico Nico Seiga en août 2018, et est également publiée dans le magazine Monthly Shōnen Sirius depuis octobre 2021. Une adaptation en série télévisée animée produite par GoHands a été diffusée de juillet à septembre 2023.

## Synopsis
La jeune employée Saku vit seule avec son chat Yukichi, un félin aussi grand qu'exceptionnel. Yukichi est en réalité extrêmement intelligent, faisant de son mieux pour s'occuper de la maison et de sa maîtresse, qui, au contraire, est loin d'être consciencieuse et a tendance à se négliger elle-même ainsi que sa maison.

## Personnages
Saku Fukuzawa (福澤 幸来, Fukuzawa Saku)
Doublé par : Yui Ishikawa
Une jeune employée de bureau qui travaille comme chef d'équipe dans une grande entreprise. Insouciante, étourdie et peu soigneuse, elle est également une accumulatrice compulsive et a tendance à boire excessivement. Après avoir recueilli Yukichi et compris sa nature exceptionnelle, sa vie s'est considérablement améliorée. Grâce au travail du chat, elle a commencé à adopter un mode de vie plus sain, buvant moins et prenant mieux soin d'elle-même. Bien qu'elle puisse sembler paresseuse, elle se révèle être une excellente employée lorsqu'elle est motivée.
Yukichi (諭吉)
Doublé par : Hiroki Yasumoto
Un grand chat noir qui vit avec Saku dans son appartement. Aussi grand qu'un être humain et extrêmement intelligent, il est capable de marcher sur deux pattes et d'utiliser tout type d'outil ou d'appareil. Il a également une grande capacité de mémoire et peut apprendre de nouvelles choses facilement. Il est très doué pour la cuisine, ce dont il est très fier. Il s'occupe de la maison pendant que sa maîtresse est au travail, ainsi que des repas et des tâches ménagères. Bien qu'il prétende s'être lié à Saku uniquement pour ne pas mourir de faim, il est évident qu'avec le temps, il s'est attaché à elle, s'inquiétant de sa santé et la soutenant dans ses problèmes quotidiens.
Yuri Shibasaki (柴咲 ゆり, Shibasaki Yuri)
Doublé par : Ai Kakuma
Saku's coworker
Kaoru Orizuka (織塚 馨, Orizuka Kaoru)
Doublé par : Katsuyuki Konishi
Saku's boss
Rio Nishina (仁科 理央, Nishina Rio)
Doublé par : M.A.O
Works at the grocery store where the cat shops
Shop Manager (店⾧, Tenchō)
Doublé par : Miyu Irino
Manager of the local grocery store
Yume (優芽)
Doublé par : Ayana Taketatsu
Kaoru's niece
Yume's Mother (優芽の母, Yume no Haha)
Doublé par : Yoko Hikasa
Kaoru's older sister
Yume's Grandmother (優芽の祖母, Yume no Sobo)
Doublé par : Tamie Kubota
Kauro's mother
Saku's Mother (幸来の母, Saku no Haha)
Doublé par : Satomi Satō
Saku's Father (幸来の父, Saku no Chichi)
Doublé par : Jun Fukuyama
Oshiro (尾代)
Doublé par : Aoi Inase
Mei (メイ)
Doublé par : Kotoe Taichi

## Manga
Écrit et illustré par Hitsuji Yamada, "Le Chat Prodige est Encore Déprimé Aujourd'hui" a commencé sa sérialisation sur la section manga en ligne Suiyōbi no Sirius de Kodansha sur le site Nico Nico Seiga le 22 août 2018 ; il a également commencé sa publication dans Monthly Shōnen Sirius le 26 octobre 2021,. Kodansha a rassemblé ses chapitres en volumes wideban. Le premier volume est sorti le 9 avril 2019. Au 9 septembre 2024, dix volumes ont été publiés.
En Amérique du Nord, le manga est licencié pour une publication en anglais par Seven Seas Entertainment.

## Anime
En mai 2022, il a été annoncé que la série serait adaptée en une série télévisée animée. L'anime est produit par le studio GoHands, avec Tamazo Yanagi supervisant les scripts, Katsumasa Yokomine à la réalisation, Susumu Kudo en tant que réalisateur en chef, et Takayuki Uchida chargé du design des personnages. La série a été diffusée du 8 juillet au 30 septembre 2023 sur le bloc de programmation Animeism de MBS et d'autres chaînes affiliées.
Le générique d'ouverture, intitulé "Ureu Kado niwa Fuku Kitaru" (憂う門には福来たる, "Fortune Comes to a Worried House"), est interprété par Somei.
La série est disponible en streaming sur Crunchyroll. Medialink a obtenu les droits de diffusion pour l'Asie du Sud, l'Asie du Sud-Est et l'Océanie (à l'exception de l'Australie et de la Nouvelle-Zélande) et la diffuse sur la chaîne YouTube Ani-One Asia. En décembre 2023, Netflix a ajouté la série à son catalogue en Inde.

## Réception
La série s'est classée onzième dans le classement "Nationwide Bookstore Employees' Recommended Comics of 2020" par la librairie en ligne Honya Club. De plus, elle a été classée dix-huitième dans le Next Manga Award 2020 dans la catégorie web.